# Richard Lemon Lander

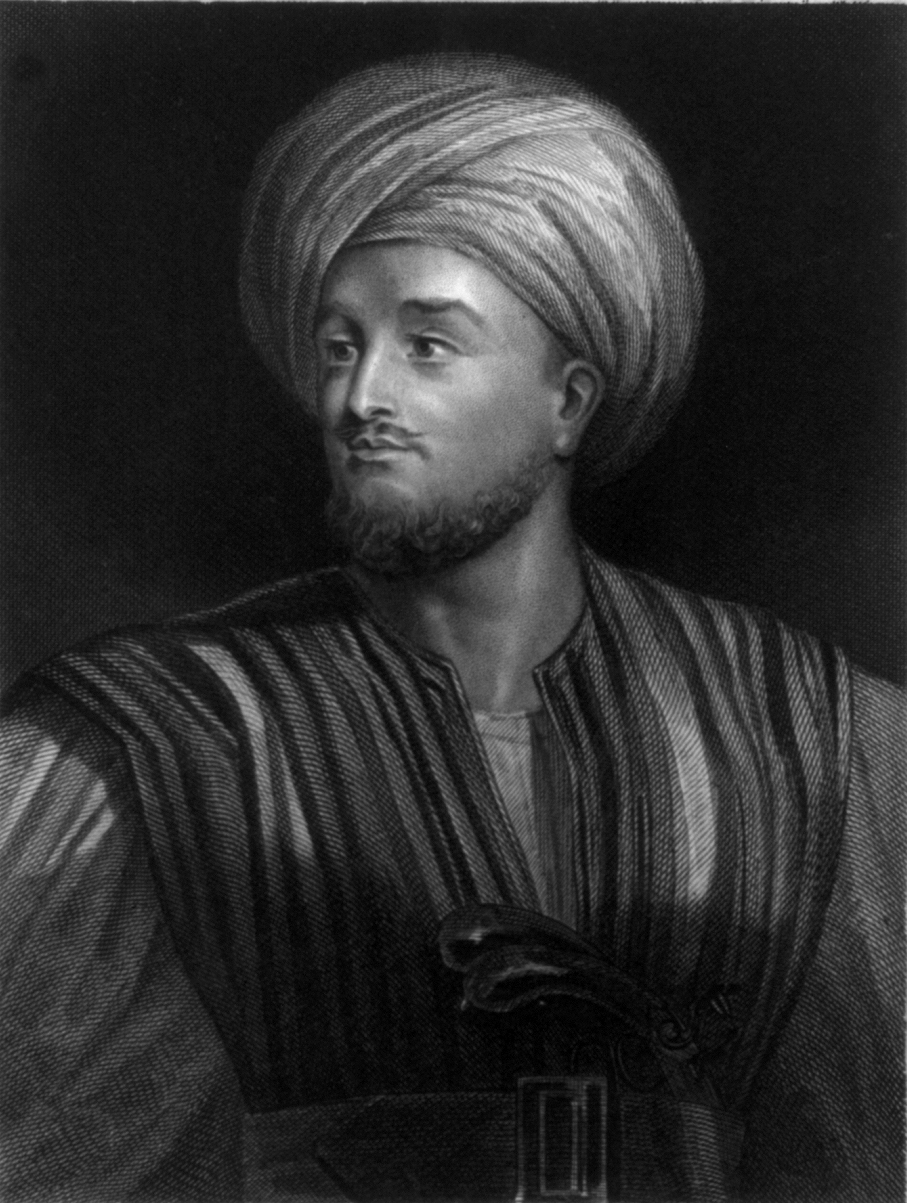
Lander con atuendo africano

Richard Lemon Lander (Truro, 8 de febrero  de 1804 – Nigeria, 6 de febrero de 1834) fue un explorador cornuallés del África occidental, recordado por sus expediciones en el río Níger, en la tercera de las cuales pereció a causa de una herida producida por los nativos. Él y su hermano John fueron los primeros europeos en seguir el curso del río Níger y descubrir que desembocaba en el Atlántico.

## Biografía

### Primeros años
Lander fue hijo de John Lander, posadero de Truro y destacado luchador. Estudió en Truro hasta 1817, pues a los 13 años acompañó a un comerciante a las Indias Occidentales, donde sufrió un ataque de fiebre amarilla en Santo Domingo. Al regresar a casa en 1818, consiguió empleo como sirviente para varias familias adineradas de Londres con las que viajó por Europa.  

### Primera expedición al África Occidental
Las exploraciones de Lander comenzaron como asistente del explorador escocés Hugh Clapperton, con quien viajó en 1823 a la Colonia del Cabo, y posteriormente a una expedición al África Occidental en 1825, organizada desde Trípoli con la ayuda del cónsul británico, Hanmer Warrington. Clapperton murió en abril de 1827 cerca de Sokoto, en la actual Nigeria, siendo Lander el único miembro europeo superviviente de la expedición. 
Lander continuó hacia el sureste hasta Kano  y desde allí decidió viajar al sur hasta el río Benue, lo que lo llevó a convertirse en el primer europeo en visitar la importante ciudad de Zangon Katab, a cuyos habitantes, los atyap, describió en sus notas antes de regresar a través de la región yoruba a la costa y de allí a Gran Bretaña en julio de 1828. 

### Segunda expedición al África Occidental
Lander regresó a África Occidental en 1830, acompañado por su hermano John y comisionado por el gobierno británico. Desembarcaron en Badagry en marzo de 1830 y siguieron el curso bajo del río Níger desde Bussa hasta el mar. Después de explorar unos 160 kilómetros aguas arriba del río Níger, volvieron para explorar en canoa el río Benue y el delta del Níger. En el delta fueron secuestrados por los lugareños, y el rey local Obi Ossai exigió un gran rescate, que fue pagado por Kingboy Amain, del reino de Nembe Brass, un reino involucrado en el comercio de palma aceitera y el tráfico de esclavos entre el interior y crítico para los intereses británicos, en el actual estado de Bayelsa. El rey Amain los llevó a Nembe en noviembre de 1830.
Unos días después, Richard fue llevado a Akassa, en el delta del Níger, para persuadir a un comerciante inglés, el capitán Luke, de que devolviera el rescate pagado por Kingboy Amain, mientras John permaneció en Nembe. El rescate nunca fue devuelto, pero Kingboy Amain les concedió un salvoconducto para regresar. A pesar de este revés, los Lander lograron determinar el curso y la desembocadura del gran río. En 1831, viajaron de regreso a Gran Bretaña desde Fernando Poo vía Río de Janeiro.

### Tercera expedición al África Occidental

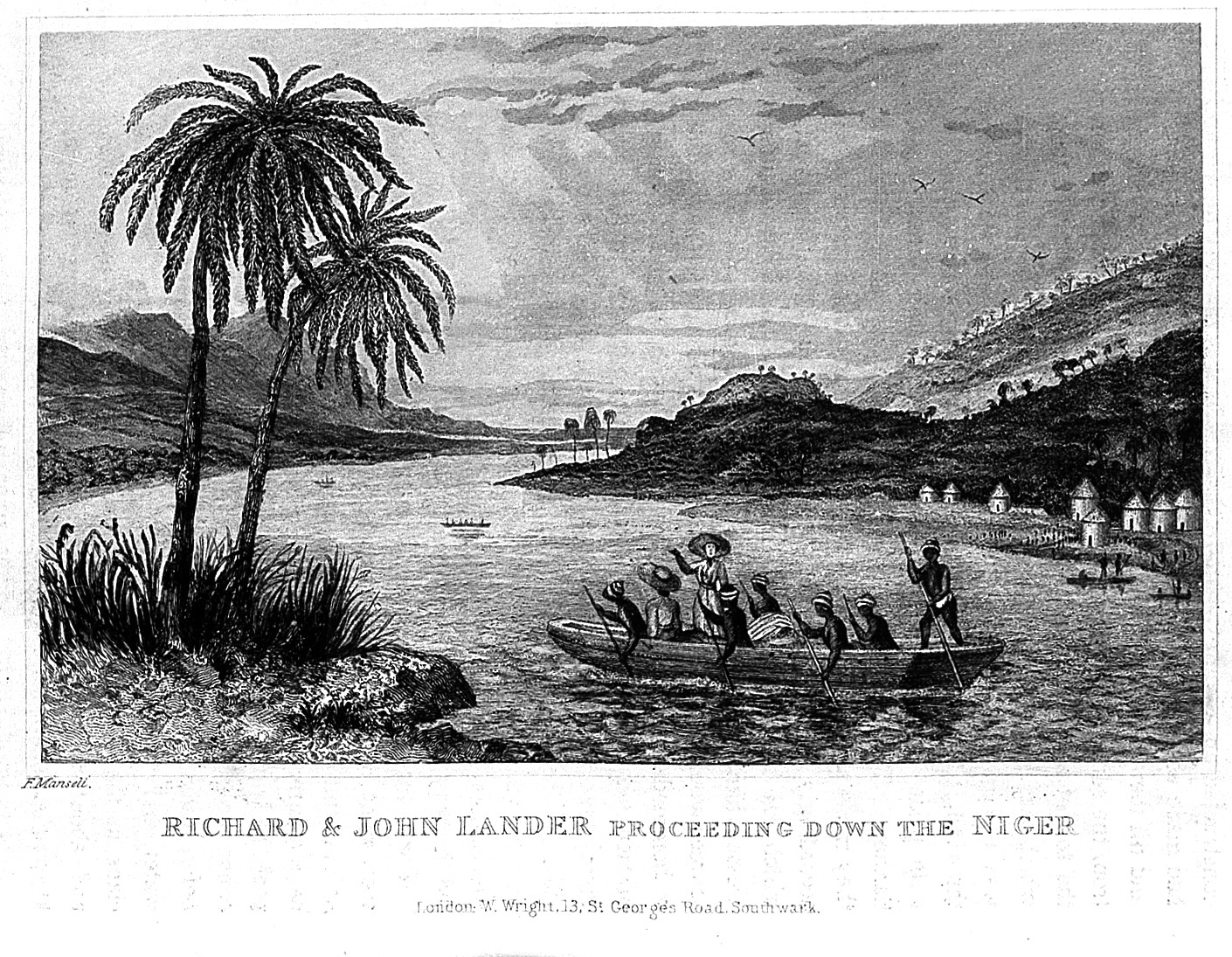
Richard y John Lander navegando por el Níger

En 1832, Lander regresó a África como líder de una expedición organizada por Macgregor Laird y otros comerciantes de Liverpool, con la intención de fundar un asentamiento comercial en el cruce de los ríos Níger y Benue, utilizando dos barcos de vapor armados , el Quorra y el Alburkah.
Sin embargo, la expedición encontró dificultades, muchos miembros del personal murieron de fiebre y no llegaron a Bussa. Mientras viajaba aguas arriba en una canoa, Lander fue atacado por miembros de una tribu nativa y fue herido por una bala de mosquete en el muslo. Se las arregló para regresar a la costa, pero murió allí de sus heridas.

## Legado
En Truro, hay un monumento a su memoria hecho por el escultor cornuallés Neville Northey Burnard, localizado en la parte superior de Lemon Street y también una de las escuelas secundarias locales lleva su nombre. La construcción de la columna comenzó en 1835.
En 1832 se convirtió en el primer ganador de la Medalla del Fundador de la Royal Geographical Society, por los importantes servicios en la determinación del curso y la terminación del Níger.
Con motivo del 200.º aniversario del nacimiento de Richard Lander, y para celebrar los notables logros de la expedición de los hermanos Lander, en noviembre de 2004 se envió una expedición de Buena Voluntad para recrear su histórico viaje por el río.

## Publicaciones
- 1829: Journal of Richard Lander from Kano to the Sea Coast.
- 1830: Records of Captain Clapperton's Last Expedition to Africa ... with the subsequent Adventures of the Author (2 volúmenes).
- 1832: Journal of an Expedition to Explore the Course and Termination of the Niger, reimpreso por Elibron Classics [mid-1990s?].

## Eponimia
- El cráter lunar Lander lleva este nombre en su memoria.[2]